# 673 TCN
673 TCN là một năm trong lịch La Mã.

## Mất
- Văn Khương